# Basalt (Colorado)
Basalt è un centro abitato (town) degli Stati Uniti d'America, situato nella contea di Eagle dello Stato del Colorado. Nel censimento del 2000 la popolazione era di 2.681 abitanti.

## Geografia fisica
Secondo i rilevamenti dell'United States Census Bureau, Basalt si estende su una superficie di 5,0 km².